# Tierra (アルバム)
『Tierra』（ティエラ）は、日本のロックバンド、L'Arc〜en〜Cielの2作目のスタジオ・アルバム。1994年7月14日発売。発売元はKi/oon Sony Records。

## 解説
前作『DUNE』以来1年3ヶ月ぶりとなる2作目のスタジオ・アルバム。なお、本作はL'Arc〜en〜Cielがメジャーデビューした後、最初にリリースしたアルバムとなっている。
本作には、メジャーデビューシングル「眠りによせて」の表題曲を含めた10曲が収められている。また、本作で初音源化された「Blurry Eyes」は、本作発売から約3ヶ月後の1994年10月にシングルカットされている。なお、本作のマスタリングは、エレファントカシマシの作品やGRASS VALLEYのアルバム『STYLE』のマスタリング作業に携わった田中三一（S.M.E）が担当している。

### 背景
前作『DUNE』を発表した後、L'Arc〜en〜Cielは1993年6月14日からバンド初の全国ツアー「Close by DUNE」を開催していた。そして、このツアーの同年6月20日の市川CLUB GIO公演に、ソニー・ミュージックの人間が観賞のため訪れており、同年夏に同社からメジャー契約の話を持ち掛けられている。ただ、メンバーはアルバム1枚を発表したタイミングでのメジャーデビューを想定していなかったため、最初は躊躇したという。結果的にこのタイミングでメジャー契約を結び、東京への本格進出を決めた経緯について、hydeは2012年に発表した自叙伝で「タイミングを見計らってゆっくり東京に行こうとしていたんだけど、当時の大阪のシーンはバンド同士のトラブルが多発してて、巻き添えを食らいそうな雰囲気が充満してたんだ。一触即発って雰囲気だった。だからもう少し大阪に居るはずだったんだけど、予定より少し早めに上京したんだ」と綴っている。こうしてL'Arc〜en〜Cielは、ソニーと契約を結び、同社の社内レーベル、Ki/oon Sony Recordsに移籍することとなった。なお、バンドのマネジメントは引き続き、Danger Crue（現：MAVERICK）が担当している。ちなみに所属事務所代表の大石征裕は、2020年に発表した自著において、L'Arc〜en〜Cielのメジャー移籍を振り返り「当時SMEはメジャー志向のアーティストを続々とヒットさせていて、その頃はサブカルチャー寄りだったラルクに興味を持ってくれるか不安だったが、数日後にキューンの西岡さんというナンバー2の方が興味を持っているという話をいただき、早速ライブを観てもらえて、契約に向けて前進した」と述懐している。
また、kenは1996年に受けたインタビューにおいて、メジャーレーベルと契約しバンド活動の規模を拡大していこうとすることに関し「（L'Arc〜en〜Cielに入るために）なんとなく名古屋から大阪に行く時点で、当然のように（メジャーレーベルに行くことを）感じながら（笑）行ったわけですよ。何の根拠もないんですよ。漠然と…自信があった。メジャーの話が来た時も、そろそろなんだって感じてたかな？ラルクに入る時に…自分達で楽しむ音楽っていうのが基本じゃないですか？それを他人にも伝えたいのか？それとも、そこで終わった方がいいのか？って考えた時に、自分達が楽しんでる音楽がある、それを伝えたいっていう気持ち、音楽への衝動があったからラルクに入ろうって思ったんですよ。自分達だけで楽しんでりゃいいや！だけだったらラルクには入らなかった。自己満足で落ち着いてたと思う。ラルクに入った時点で、メジャーになるっていうことに対して、否定的なこともなく、これで普通のお店にも置いてもらえるし僕たちのことを全く知らない人達も聴く機会が増えるから、いいじゃん！いいじゃん！って思ってた」と述懐している。さらに、hydeは「メジャー・デビューして一番大きいのはこれが仕事になって生活出来るっていうこと。ウキウキ！って感じ（笑）」「でもメジャーになって毎日が忙しくて…バイトしてるよりもはるかに忙しいんですけど、全然イヤだなって思わない。そりゃあ、今日はこの仕事よりも海に行きたいなって思うくらいはあるけれど我慢できる。本当にバイトしてる頃って"あぁ、何て言って休もう？"っていう感じだったから、それを考える手間が省ける（笑）」と語っている。ちなみにsakuraは、1987年にメジャーデビューしたDEAD ENDのローディーを務めていたこともあり、L'Arc〜en〜Cielのメジャー移籍について「俺は今までやってきたことでメジャーの世界は見てるから、別にギャップはない」と振り返っている。
なお、tetsuyaは、数あるレコード会社の中から、Ki/oon Sony Recordsと手を組みたいと思った理由について「キューンって当時まだ新しいレーベルだったんですよね。スタッフも若いし、考え方も若い」と2006年に受けたインタビューで語っている。ちなみに、ソニーから提示された契約内容はかなりの好条件だったようで、L'Arc〜en〜Cielはこのタイミングで"7枚のアルバムリリース"かつ"年数無期限"という大型契約を結んでいる。本作制作当時のソニーとの打ち合わせを振り返り、hydeは2012年に発表した自叙伝にて「多分、鳴り物入りって感じの演出をしてるつもりだったんだろうね。L'Arc〜en〜Cielの番組も作ってもらったし、打ち合わせするのもホテルでやってたから。今、考えるとカッコいいよね？非効率的だけど（笑）」と綴っている。
上記のような各メンバーの考えの末にメジャー契約を結んだL'Arc〜en〜Cielは、1994年初頭から本作の制作のため、レコーディング期間に入ることになった。なお、アルバムレコーディングに入る直前から、『ノスタルジーの予感』と題したテレビを使ったプロジェクトが進められている。1993年12月24日に放送された特別番組『ノスタルジーの予感〜序章〜』を皮切りに、1994年2月14日には全国6局ネットで特別番組『ノスタルジーの予感〜第一章〜』が放送されている。また、同年4月3日から番組タイトルと同名のライヴツアーを全国3ヶ所で開催。このツアー中には、1994年4月8日から同年7月8日にかけて全国3局ネットで『ノスタルジーの予感〜組曲〜』が放送されている。そして1994年7月7日には、日によって内容を分けていた『〜組曲〜』を再編集した『ノスタルジーの予感〜第二章〜』が全国9局ネットで放送されている。これらの特別番組の内容は、L'Arc〜en〜Cielというバンドを紹介するものとなっており、"Illusion"と"Documentaire"の2部構成に分けられている。なお、番組内では、楽曲のミュージック・ビデオや、メンバーのイメージを映像化した短編ストーリー、メンバーのコメントが流されている。その後、満を持して本作がリリースされることになった。
ちなみにL'Arc〜en〜Cielは、メジャーデビューシングルの「眠りによせて」、メジャー初アルバムの本作をリリースする際に、意図的に"メジャーデビュー"というワードを広告などに記載していない。また、この当時にメジャーレーベルと契約したロックバンドの中には、ひとつのお約束として、ライヴ会場に集まった観客の前で大々的にメジャーデビューを発表するバンドがいたが、L'Arc〜en〜Cielはこのトレンドを嫌い、メジャーとの契約についてメンバーが口にすることを控えていた。あえてメジャーという言葉を使わなかったことについて、tetsuyaは1996年に発売されたアーティストブックで「ツアーでメジャー・デビューの発表はしませんでした。"ニュー・アルバムが出ますよ"っていう雑誌の広告に、キューン・ソニーのマークが入ってるだけ。だから、今まで一言もメンバーの口から"メジャー・デビュー"とか"メジャーに行く"っていうことは言ってないし、そういうふうに広告も打ってないですよ」と語っている。また、2010年に受けたインタビューにおいても、tetsuyaは「当時、周りのバンドは"渋谷公会堂のライヴで重大発表あり"みたいに告知しておいて、そこでメジャー・デビューを発表するっていうのがトレンドだったんですよ。でも、僕らはあえてそういう発表を一切しなかった。ライヴでも言ってないし、広告も打ってないし、インタビューでも発言してないんです」と述懐している。こういった考えから、本作は"メジャー1stアルバム"ではなく、"2作目のアルバム"として発表されている。tetsuyaは、本作の立ち位置について「『Tierra』は実質メジャーの1枚目ですけど、僕らは『DUNE』を1stって呼んでる」「単に2枚目のアルバムをメジャーから出すってだけ」と述べている。
また、アーティストが自身のメモリアルイヤーを定める際、メジャーデビュー年を起点に算出するミュージシャンと、結成年・活動開始年を起点に算出するミュージシャンの2パターンに分かれることが多いが、L'Arc〜en〜Cielは後者の"結成年"を基準にしていることが多い。その理由についてメンバーが言及したことはないが、tetsuyaは1998年にメンバーチェンジして以降、音楽誌のインタビューで「今までのラルクのメンバーって7人（hyde, hiro, tetsuya, pero, ken, sakura, yukihiro）いるんですよ。なんかそれも運命かなぁって。誰ひとり欠けても今のラルクはないから」という考えをたびたび述べている。

### 録音作業と音楽性
『Tierra』の録音作業は1994年初頭から開始され、ライヴツアー「ノスタルジーの予感」を挟みながら約半年の間実施されている。なお、今回の作業は、当初レコード会社が想定していた発売日のギリギリまで行われている。これは、当時レコード会社がL'Arc〜en〜Cielに対し、締め切りの通告をほとんど行わなかったことも一因としてあったという。本作のレコーディングを振り返り、tetsuyaは「それまで周りからは、メジャーに行くとやりたいことができなくなるとか、あれもダメこれもダメとか言われるって話を聞いてたんですけど、な〜んにも言われなかったんですよ。本当にやりたいように、時間も自由に使えて、"いつまでに仕上げろ"とかも言われなかったんです。で、気がついたら半年ぐらいたってて、実はリリース日が迫ってて、"ホントは時間ないんです"って。"早く言ってよ、じゃあ急いで仕上げま〜す"みたいな（笑）」と述懐している。このように日程に余裕を持たせたレコーディングだったことから、tetsuyaは2010年に発表されたインタビューで「何回もプリプロできたし…なんか山奥に行ってプリプロしたり、このアンプを使いたいとか言えば借りてきてくれるし」「すごく実験したというか、試行錯誤。いろんなことを試せたし、ラルクの全アルバムの中でも（レコーディング期間は）最長」と本作の制作を振り返っている。また、hydeも2011年に公開されたインタビューで「かなり試行錯誤して時間をかけましたね」と述懐している。
本作には、hyde、ken、tetsuya、sakuraの4人が単独名義で作曲を担当した楽曲が収められている。なお、本作は、sakuraが在籍していた頃のL'Arc〜en〜Cielにおいて、各メンバーに作曲クレジットがついた楽曲が収録された唯一のスタジオ・アルバムとなっている。メンバー全員が作曲を担当するバンド体制をとることについて、hydeは「ラルク アン シエルはテーマを作らないで、みんなが思い思いの曲を書いていくんです。規制を作ってしまうと世界が広がらないと思いますし。たとえて言えば、みんながキャンバスに好きな色を塗っていって、最終的に出来たものから、こういう絵が描きたかったんだって確認するような感じなんです」と述べている。ちなみに本作では、メンバーが持ち込んだデモや曲の断片をもとにジャム・セッションを重ね、音源の原型を制作することが多かったという。tetsuyaは、各メンバーの作曲スタイルについて「曲によって全然作り方が違うんですよ。曲によっても人によっても違うし。ギターだけでリフをちょこちょこっと持ってきて、それを全員で作っていく曲もあるし、一人で打ち込んできてベースもギターもドラムも全部打ち込んで来る曲もあれば。だから一概には言えないんですけど、アレンジとかはメンバー全員でやってる」と本作発売当時に語っている。また、sakuraは、本作のレコーディングを振り返り「曲によっては、もっと決めてかかればよかったかなと思うけど、そうしなかったから背伸びしなくていい結果になったと思う。レコーディングが個人のフレーズや演奏の発表会になるのは避けたかったし…。あくまでもライヴ感、個人が演奏している息吹が感じられないと」「（ジャム・セッション的なレコーディング）だからメンバーに自分の扉をこじ開けられて引っぱられることもあれば、こっちが他のメンバーを引っぱってしまおうと思う時もあって、楽しいレコーディングでしたね。煮詰まったこともあったけど、それも純粋に楽しみの中の煮詰まり。とにかく前向きな姿勢で取り組んでました」と述懐している。
また、本作に収録された楽曲は「瞳に映るもの」を除き、すべてのプロデュースをメンバー4人のみで行っている。なお、「瞳に映るもの」のプロデュース及び、本作収録曲で鳴っているキーボードは、1970年代からスタジオ・ミュージシャン、キーボーディストとして活動する富樫春生が担当している。他にもアルバム制作には、ベーシック・サウンド・ディレクションとして、元GRASS VALLEYのキーボーディストである本田恭之が参加している。さらに、かつて"YMO第4の男"と言われた松武秀樹と、石川鉄男、迫田到の3人のシンセサイザープログラマーが、キーボードオペレーターとして参加している。多くのキーボーディストを集めたうえでアルバムレコーディングをしたこともあってか、本作では鍵盤のサウンドがフィーチャーされた楽曲が多く収録されている。キーボードの音色を大々的に取り入れたことについて、tetsuyaは本作発売当時のインタビューで「前回の『DUNE』の時も同じくらいキーボードが入っているんですけど、こう、このメロディーはギターで弾くよりキーボードで入れた方がいいよね、みたいなところがあるんです」「曲作りの段階では実際には鳴ってないんだけど頭の中で鳴っているキーボードのメロディーがあったりする曲があって、それを具体的にして入れる曲もあれば、今回のレコーディングに関してはキーボードの人と話をしながら入れていった曲もあります」「確かに俺たちなりのライブアレンジのかっこよさってものもあるけど、CDにする場合一度に4人で演奏するんじゃないから、ギターにしても何本も重ねられるし、ベースにしてもドラムにしても歌にしてもそうでしょう。だから、曲をよりよくしようと思えばそのメロディーにあう音色で弾けばいいというか。ギターでもいろんな音色あるし、それでもギターとはちょっと違うなぁって思えばそれをキーボードで弾いたり。だから、ただ単に楽曲をよくするための手段」と述べている。
本作の音楽性としては、前作と同様に、1980年代のニュー・ウェイヴやポスト・パンクに影響を受けた楽曲が多く収録されている。メンバーが共通して好んで聴いていたバンドとしては、ザ・キュアーやザ・スミス（もしくはこのバンドに所属していたジョニー・マーが後に参加した、ザ・ザ）などがあり、それらの影響を感じることのできる作品に仕上げられている。なお、kenは好きなギタリストとして、HR/HMギタリストの他に、ロバート・スミス（ザ・キュアー）やジョニー・マーの名前をたびたびあげている。kenは2006年に受けたインタビューの中で、ジョニー・マーのギターの印象について「ザ・ザを聴いたら、バッキングのパターンとか、シンプルだけど印象に残るし、アルペジオとかメロディーとか、すごくカッコ良かったんで、ザ・ザ時代のジョニー・マーが好きなんだよね」と述べている。また、本作には、ボサノヴァの雰囲気に歪んだギターサウンドを混ぜ込んだ楽曲や、スカやレゲエのニュアンスを含んだ楽曲、スザンヌ・ヴェガのようなソフトロックにアプローチした楽曲も収められており、"1990年代初頭の日本のメジャーシーンで流れていたようなロック"とは一線を画した音源も多い。本作発売当時に受けた音楽雑誌の取材で、インタビュアーから「曲調がとてもバラエティーに富んでいる」「ロックとは一言で言えないような音源も収録されている」と印象を告げられた際、tetsuyaは「自分たちが聴いて楽しめる、そういう曲、自分たちがいいなと思える曲を作ってるだけですよ」と答えている。また、本作の収録曲には、前作『DUNE』になかったようなラテン風のサウンドを取り入れた音源もあるが、このことについてkenは「べつにラテンをやってるつもりはなくて、コード進行がリズムを呼んだり、リズムがコード進行やメロディを呼んだり、その微妙なやりとりで必然的に出てきただけなんだ」と述べている。また、tetsuyaは「音楽指向では、ボクは昔からジャンルに関係なく、さまざまな曲を聴くほうだし、『Tierra』に収録している曲を聴くと、もしかしたら"え？"と思われるかもしれない。でも、そういう要素も昔から全員持っていたもので、たまたま今回は自然に出しただけの話であってね。意識して変えようと思ったことはないです。ただ、『DUNE』の延長線上にはあっても、同じようなアルバムを作るのは意味がないとは思ってました」と語っている。
ちなみに、本作と前作『DUNE』におけるギタープレイの違う点について、kenは「リズム」をあげている。kenは、本作での自身のギタープレイについて「オレの感覚でいうと、今回はリズムが重いかな。意識してそうしたわけじゃなく、自然に自分が変わってきてそうなったんだと思うけど」と述べている。また、バンドアンサンブルの変化について、kenは「（『DUNE』から『Tierra』までの）間にツアーを何回かやったから、それで変わった部分はあると思う。ただ、自分はその中にいるから、そういう変化がよくわからない」と語っており、前回のアルバムツアーの経験が今回のレコーディングに反映されていることを示唆している。なお、kenは今回のギター録りで、1965年製のフェンダー・ストラトキャスターをメインに、クリーンとアーム使う部分でスタインバーガー、そしてギブソン・レスポールも使っている。今回使用した機材について、kenは「アンプも音色によって変えつつ使った。あと、エンジニアの人がおもしろいエフェクターをいっぱい持ってて、そういうものも使ってみた。「White Feathers」でレスリー・スピーカーにギターをつないだのはおもしろかったな。ギター・アンプじゃないけど、音を出した瞬間にゾクってきましたね。音色だけで」と述べている。また、ken曰く、2種類のアコースティック・ギターの他、ガット・ギターや12弦ギターも今回弾いているという。kenは、楽曲における生ギターの扱いについて「生ギターに関しては『DUNE』の時よりも神経をつかったような気がする。生ギターを使うと、かなりその音色に引っぱられるでしょ。そういう、ちょっとコワい部分もあるから、使い方をいろいろ考えてやるんだけど、今回はうまい割合で入れられたと思う」と述べている。
さらにtetsuyaは、本作のベース録りで意識したことについて、「ボクは映画をよく観るんですけど、そういうことによって、自分の内面を高めたり、感性を研ぎすましてフレーズに注ぎ込むという感じで、それはすごく大事にしていること。あと、バンドでのアンサンブルやサウンドで、つねに考えていることは、出しゃばりすぎず、引っ込みすぎず、それでいて自分を出すことですね」「よく聴いてみるとボクのベースが歌っているのがわかると思う。ただキレイに弾くのではなく、フレーズに色気を出したいと思って弾いてる」と本作発売当時に述べている。また、今回のアルバムで試みたことについて、tetsuyaは「ベースとしてより、あえて言うならば、リズム的にボサノヴァとか、レゲエやサンバとか、そういうのをやってみたということかな。ただ、ボクの中では意識はしてないんですよ。ドラムだけに着目すると、そういったリズムというだけで、そこにボクのベースが乗れば、それはラルク アン シエルならではのものになると思うし、ホントに自然にわき出てきたものなんです」と語っている。なお、tetsuya曰く、今回のレコーディングではZONのベースをメインに、様々な機材を導入したという。tetsuyaは本作発売当時のインタビューで、ZONをメインベースにした経緯について「（ZONは）まず、持った時のバランスの良さと、グラファイト・ネックなんでデッドポイントがなくクリーンなところ。パワーが凄くあるのもいい」と述べている。また、後年tetsuyaは、本作で使用した機材に関し「このアルバムはアンプ・ヘッドからスピーカーから何種類も使ってますね」「アンプはいろいろ試しました。ギャリエン・クルーガーとかトレース・エリオット、グロッケン・クラング…」と語っている。
そして、今回のドラムサウンドは前作と同様に、一部エフェクティヴな加工がされているが、生の音色が基本軸となっている。今回目指したドラムサウンドの方向性について、sakuraは本作発売当時に受けたインタビューで「単純にナマの音というのが好きなんですよ。オレの聴いている好きな音楽は、どういうセッティングでどう叩いているか、聴いているだけで目に浮かんでくるようなものばかりなんです。たとえば、耳のすぐそばでスネアが鳴っているなんて不自然でしょ。そういう録り方はキラいなんで、今回のレコーディングではアンビエンス・マイクを立てて、ドラムを叩いている部屋の空気感、叩いている本人の呼吸感も拾ったんです。エンジニアの方がオレの考えをよく知っていたのもよかった。でも、その録り方はムズカしいことではないですよね。ふつうのことですよ。昔のミュージシャンはみんなそうやっていた。オレの好きなのは60〜70年代の音なんですよ」と語っている。ちなみにsakuraは、同インタビューで自身の好きな音楽について聞かれ「挙げたらキリがないですよ。70年代のハード・ロックも聴くし、ひと昔前のジャズ、今ならブルー・ノート・レーベルから出てるヤツとか…。昔のアルバムは、ミュージシャンがどこにいて、どんな表情で演奏しているのかも、聴いているだけで伝わってくるじゃないですか。そういうところがいいんですよ。もちろん今の機械的な音もキラいじゃない。ただ、せっかく人間が楽器を演奏しているんだから、その価値を見いだせる音にしたほうが、ぜったいおもしろいと思う」「あえて機械的な音を使うのもいいけど、ベーシックは人間がやるというのを踏まえていないと」と述べている。なお、sakura曰く、今回のドラム録りでは、24インチと26インチのバスドラムを楽曲によって使い分けたという。このことについて、sakuraは「曲によってはサイズの違うタイコを使ったり、違う種類のヘッドを使ったりしたけど、特別変わったものを使ったりはしてません。ふつうですよ。エフェクターをかけている部分もあるんですけど、それも本来のエフェクト、つまり効果的という意味で使いました」と述べている。
また、hydeが手掛ける歌詞にも前作『DUNE』からの変化が見受けられる。hydeは、今回の作詞作業を振り返り「曲をよく理解して、曲が求めているもの（詞）を、自分の中から出していきたいというのが前提にあります。『DUNE』には、曲が求めているというより、自分で与えたもの、こうしてやろうという意志が含まれていたんです。それがだんだん変わってきて、今回は曲が求めている形を完全に引き出してあげようと思った」と述べている。こういった心境の変化があったため、hyde曰く、作詞の時間にかなりの時間を費やすことになったという。また、hydeは本作発売当時のインタビューで、作詞作業をしていた頃の心境について「（『DUNE』の頃と）違うといえば、今、不安定な状態なんですよ、精神的に。だから、複雑というか、いろいろな感情が入っていると思います。あとで気がついたんですが、『DUNE』の時には、怒りの感情とかはないんですよ。攻撃的に見える詞があるかもしれないけど、怒りではなかった。『DUNE』には迷いというか、詞を理解してあげようという段階の中でのボク自身のあいまいな部分も出ていると思います。それにくらべると、『Tierra』では曲がいろいろ要求してきたんです。身体の中にある怒りとか、悲しみとか、幸せな部分とか…。それを出してくれって」「曲のイメージを拡散されるのがイヤだっていうのと、理解してほしいっていう気持ちが強くなってきてるんです。1曲の中に表現したいことを詰め込みすぎるとイメージが拡散してしまうって、『DUNE』の頃から思い始めていましたから」と述べている。なお、hyde曰く、今回の作詞作業では前作『DUNE』のときと同様に、詞を書く前に曲をイメージしたラフな絵を描いていたという。歌詞を書く前に絵を描き、視覚的に楽曲をイメージすることについて、hydeは「これはずっと続けてきていることなんですが、詞を書くうえでのガイドとして、カンタンな絵を1曲ごとに描いて、自分がその世界にいるという気持ちで詞を書いていくんです。そうすると、具体的なものが見えてくる」と本作発売当時に述べている。こういった作詞方法をとっていることが影響してか、抽象的でありながらも、物語の情景を描写したようなリリックが多く綴られている。ちなみに、本作発売当時に音楽雑誌のインタビュアーから「詞をあくまで文学的に書くタイプか、画家のように描くタイプか？」と問われ、hydeは「ボクは後者ですね」と答えている。余談だが、文芸評論家の町口哲生は2007年に発行された『別冊宝島』にて、この頃にhydeが綴った詞世界に関し「触覚的な世界（手触り感や肌理をもっているという意味）」だと表現している。
本作の出来栄えについて、kenは本作発売時に受けたインタビューで「よくも、こうバラバラでいて、バラバラでないアルバムが出来たな、と。（中略）統一感というか、メンタルな部分で一本、筋がとおってるのかな。それは他人にはわからないけど、自分ではわかる統一感なのかもしれないですね。曲調の統一感ではなくて、どれも自分が聴いていい曲だって思えるということとかね。そのラインは、いつもクリアしたい」と述べている。また、sakuraは本作の印象について「結果的に、ムリもせず背伸びもせず、まさに等身大の自分たちがこのアルバムに刻み込まれてますよ。つまり自然に音楽をやっていれば、4人のカラーは出るんだよっていうことです。もちろん各個人、音楽的に挑戦している部分はあります。ただ、それは手の届かぬまったくわからないものをやるんではなくて、ちゃんと手の届くレベルでやっている。地に足がついてないと、いい作品はできないというような考えです」と述べている。ちなみに、今回レコーディング・エンジニアを務めた比留間整は、本作発売当時に受けたインタビューで、L'Arc〜en〜Cielの印象について「最近の若いバンドとはちょっと違う」と述べている。また、本作の印象について、比留間は「最初僕はもっとハードなイメージがあったんですけど、曲の感じとかメロディーとかきれいで優しいし、そのホワンとした部分とハードな部分のアンバランスの中で上手くバランスをとっているというのが面白い」「シングルになった曲ありますよね（「眠りによせて」）、ボサノバ調の。あれなんかあのまま録ったら普通のボサノバになっちゃうんですけど、それを歪んだギターの音をサビのところに入れて、ハードな感じで少しぎくしゃくした要素を入れると、当たり前じゃない感じになるというか。そういうところも録りながらアイディアを練っていくような感じでしたね。その場の思い付きでそういうサウンドを入れるような偶然性もあるんですけど。もともとさっき言ったような要望がメンバーからあった」と述べている。なお、比留間は本作以降も、エンジニアとしてL'Arc〜en〜Cielのアルバム制作に携わっている。余談だが、2022年には、本作を含むアルバム11作品にランディ・メリルによるリマスタリングを施した、アルバムリマスター・ボックス『L'Album Complete Box -Remastered Edition-』が発表されている。このリマスタリングアルバムを発売した頃、kenは自身のSNSアカウントで、リスナーから「リマスターで特に聴いてほしい曲はあるか」という質問を受け、本作のリマスタリング版である『Tierra (Remastered 2022)』をレコメンドしている。

### アルバムタイトル、アートワーク
アルバムタイトルは、メンバー4人がそれぞれ案を出し合った末、収録曲の全作詞を手掛けたhydeが考えたもので決定している。タイトルが『Tierra』に決まった経緯について、hydeは「みんなで、この絵は何だろうって考えてきて、最終的にいちばん合うものを選んだんです。抽象的ですけど、曲が並んだ時に、ボクには"大地"が見えたんですよ。"Tierra"という単語を持ってきたのはボクだったけど、その絵から、かけ離れた言葉はメンバーからも出てこなかったですね」と述べている。ちなみにtetsuyaは、本作について「個人的には"眩暈"という言葉がキーワード」と述べている。
なお、『Tierra』はスペイン語で『大地』を意味しているが、あえてタイトルを英語にしなかった理由について、hydeは「（英語にしなかったことに）そんなに意味はないですけど、言葉の響きから、受けるイメージって変わりますよね？今回、言葉の持つ意味と響きがいちばん作品に合っていたのが、"Tierra"だった。たとえば、前回の『DUNE』の時も意味は近いけれど、"DESERT"では違うイメージになってしまったと思うんです」と語っている。ジャケットのアートワークは、前作『DUNE』と同様に、三宅デザインオフィスが手掛けている。

### ライヴツアー
L'Arc〜en〜Cielは本作発売の約3ヶ月前となる、1994年4月3日から同年4月15日にかけて東名阪で、同年2月14日に全国6局ネットで放送された特別番組名を冠したライヴツアー「ノスタルジーの予感」を開催している。このツアーは、本作のレコーディング期間中に行われており、セットリストには前作『DUNE』の収録曲の他、本作の10曲目に収録された「White Feathers」の原型も組み込まれた。さらに初日公演となる渋谷公会堂公演では、hydeがかつて組んでいたロックバンド、Jelsarem's Rodの楽曲「With Silence」が久々にライヴで披露されている。ただ、この曲がこれ以降ライヴで演奏されることはなく、現在まで音源化もされていない。
ちなみにこのライヴツアーは、L'Arc〜en〜CielがメジャーレーベルのKi/oon Sony Records（ソニー・ミュージックエンタテインメントの社内レーベル）に移籍する前に開催した最後のツアーとなっている。なお、上記の"背景"の項目で記載したように、メンバーの意向により、このツアーで"L'Arc〜en〜Cielのメジャーデビュー"に関する発表が行われることはなかった。ただ、hydeとtetsuyaは、ツアー最終公演の大阪郵便貯金会館（メルパルク大阪）でのライヴ終演後に、思わず涙を流してしまったという。tetsuyaは1996年に受けたインタビューで、このエピソードを振り返り「（泣いた理由は）分かんないなぁ。頭おかしかったんじゃない？（笑）」と述べている。また、hydeは「何かあったんでしょうね。でも別にMCとかでもそういうこと（インディーズラストのライヴであること）は一切言わずに、匂わすようなことは言ったけど。やっぱり今までの何かがあったから…なんで泣いたのかな？メジャーに行くから泣いたのかな？（笑）。よく分かんないけど、泣いた記憶はある」と述懐している。
そして、L'Arc〜en〜Cielは本作発売の後、アルバムを引っ提げ、1994年7月14日から同年8月27日にかけてライヴツアー「Tour Sense of time '94」を開催している。また、1994年8月20日には、LUNA SEA、SOFT BALLET、BUCK-TICKの3バンドが合同で開催していた対バンツアー「L.S.B.」の札幌公演にゲストアクトとして出演している（この対バンツアーにはTHE MAD CAPSULE MARKETS、DIE IN CRIES、THE YELLOW MONKEYも参加している）。ちなみに、アルバムツアーの最終公演となった1994年8月27日の東京ベイNKホールのライヴの模様は、同年10月25日にWOWOWで『Tour Sense of Time '94 Final TOKYO BAY N.K.HALL』という番組名で放映されている。なお、この東京ベイNKホール公演では、L'Arc〜en〜Cielとして初めてチケットの売れ残る事態が発生したという。この出来事に加え、メジャーデビュー以降にメンバーの与り知らぬところで活動内容が決められたことがあったため、1994年の年末ごろにメンバー4人だけでデニーズに集まり、今後の活動方針を決めるミーティングを行ったという。そしてこの会合を通じ「俺らは操り人形じゃないから、自分たちで決めてやろう」とメンバー同士で確認し合い、1994年にあまりライヴを実施出来なかったことを踏まえ、「1995年はライヴを中心とした活動にシフトする」という方針が決定している。また、『Tierra』のレコーディングに時間がかかってしまったことで、ライヴ開催に関するプロモーションが行えなかったことを踏まえ、L'Arc〜en〜Cielは短期間でのアルバム制作を目指して3rdアルバム『heavenly』のレコーディングに取り掛かり始めることにする。
tetsuyaはこの当時を振り返り、2006年に音楽雑誌の企画で行われたsakuraとの対談で「ベーシックな、音楽やる上での、バンドやる上での軸っていうのはやっぱこのへん、'94、'95年で確立したのかな。すごく今に繋がってることだと思いますよ。今では当たり前にしてることを。曲作りにしても、ツアーにしても、ライヴにしても。この頃確立した」と述懐している。また、hydeは自身が2012年に発表した自叙伝で、この当時について「『Tierra』ってアルバムをリリースして、最初のホールツアーファイナルである、東京ベイNKホールのライヴが埋まらなかったんだよ。それがすごくショックだった。それまではインディーズで一つひとつソールドアウトしながらやってきたのに、任せた途端にこれか!?ってなったんだ。それで、俺達は気がついたよ。"人任せにしてるとダメなんだ"ってね。それからは初心に帰って、ライヴハウスツアーをしたり、前回、遠回りして時間のかかったアルバム制作を、効率的に短期間で制作したりして『heavenly』を作ったり、L'Arc〜en〜Ciel主導型の、今の基礎が出来たんだ」と綴っている。
余談だが、チケットが売れ残った東京ベイNKホール公演のリベンジライヴとして、1996年5月26日に同所でライヴ「Kiss me deadly heavenly '96 REVENGE」が敢行されている。ちなみにこのリベンジ公演では、約1年9ヶ月越しとなるチケット即完を達成している。
なお、L'Arc〜en〜Cielは1995年5月21日から同年6月27日にかけてライヴツアー「in CLUB '95」を開催している。このライヴツアーは、この当時のL'Arc〜en〜Cielにとっては最多となる20公演を実施したツアーになっており、セットリストには1995年に発表したシングル「and She Said」と「Vivid Colors」の収録曲と、次作『heavenly』に収録された「ガラス玉」「The Rain Leaves a Scar」の他、アルバム『Tierra』の収録曲がメインとして多く組み込まれた。このツアーを開始した時点でアルバム『heavenly』のレコーディングは終わっていたにもかかわらず、『Tierra』の収録曲を多くセットリストに入れた背景について、kenは1995年に受けた音楽雑誌のインタビューで「今回は『Tierra』の曲をもっとライヴでやりたかったというのがあって。『Tierra』のツアーっていうのは一回しかやってなかったから。ツアーで曲が成長するっていうのがあるじゃないですか。ライヴでやるときの曲としてね。だから、もう一回ツアーすることで『Tierra』の曲をもっと成長させたかった。で、『Tierra』の曲は出来る限りやって、プラスαということで次のアルバム『heavenly』から新曲を少し（入れた）」と述べている。

### リリース形態
フィジカルは、現在までにCD、MDの2種類が発表されている。CDは通常盤の1形態で発売されており、初回限定仕様は、スーパーピクチャーレーベルとなっている。
また、2011年6月22日には、スマートフォン向け音楽ダウンロードアプリ、レコチョクにおいてL'Arc〜en〜Cielの楽曲計146曲のダウンロード販売を開始したことに伴い、本作に収録されたシングル表題曲以外の楽曲も配信が開始された。2012年11月7日には、ソニー・ミュージックエンタテインメントがiTunes Storeに参入したことに伴い、日本のiTunesにおいても配信が開始され、これによりほぼ全ての音楽配信サイトにてダウンロード販売が解禁された。
2014年10月22日には、本作を含めたアルバム全12タイトルのハイレゾリューションオーディオ音源が各種音楽サイトで配信が開始された。このハイレゾバージョンでは、内田孝弘（FLAIR）によるリマスタリングが行われている。また、2019年12月11日には、Spotify、Apple Musicをはじめとした各種サブスクリプションサービス（定額制音楽配信）にて、この日までに発表したL'Arc〜en〜Cielの全楽曲のストリーミング配信を全世界で一斉解禁している。
2022年5月18日には、本作を含めた過去に発表したアルバム作品を、メンバー監修の下でオリジナルマスターテープを使いリマスタリングしたボックス・セット『L'Album Complete Box -Remastered Edition-』が発表されている。この作品に収録されたリマスタリングアルバム『Tierra (Remastered 2022)』では、ランディ・メリル（Sterling Sound）によるリマスタリングが行われている。ちなみにこのリマスタリングアルバムは、フィジカル発売と同日にダウンロード配信（ハイレゾリューションオーディオ音源含む）およびストリーミング配信が開始されている。
| リリース       | タイトル                 | 規格                                                                              | マスタリング・エンジニア           | 備考                                                                                                  |
| -------------- | ------------------------ | --------------------------------------------------------------------------------- | ---------------------------------- | --- |
| 1994年7月14日  | Tierra                   | - CD - MD                                                                         | 田中三一（S.M.E）                  | - |
| 2011年6月22日  | Tierra                   | - ダウンロード配信                                                                | 田中三一（S.M.E）                  | シングル表題曲として発表された「Blurry Eyes」は過去に配信開始済（いずれもシングルバージョンを配信済） |
| 2014年10月22日 | Tierra                   | - ハイレゾリューションオーディオ配信                                              | 内田孝弘（FLAIR）                  | - |
| 2019年12月11日 | Tierra                   | - ストリーミング配信                                                              | 田中三一（S.M.E）                  | - |
| 2022年5月18日  | Tierra (Remastered 2022) | - CD - ダウンロード配信 - ハイレゾリューションオーディオ配信 - ストリーミング配信 | ランディ・メリル（Sterling Sound） | フィジカルはボックス・セット『L'Album Complete Box -Remastered Edition-』に収録                       |

## 評価

### 批評
- 音楽ライターの高橋美穂は『ROCKIN'ON JAPAN』のレビューにて、本作について「"White Feathers"という曲名もあるように、純潔で、柔らかく、優しい楽曲が並んでいる、かと思えば毒っ気もほんのり滲ませたりしてる、そんなどんどんタフになっていくバンドを捉えたみずみずしい2nd[34]」と表現している。また、高橋は「前作で構築されていた非日常感が、今作では白日の下で光を浴びて輝いているような風通しのよさがある[34]」「恋慕も刹那も美しいサウンドで抱きしめる懐の大きさは、間違いなくポップミュージックのスケール感そのものだ」と批評している。なお、高橋は、収録曲の「Blurry Eyes」について「特に"Blurry Eyes"はポップミュージックと幻想世界の見事な結晶。未だにマイ・ベスト・ソングです[34]」と綴っている。- ロッキング・オン『ROCKIN'ON JAPAN』（2004年7月号）
- 音楽ライターの杉江由紀は『別冊宝島』のレビューにて、本作について「メジャー進出を果たしつつも、バンドとしての根幹の部分ではインディーズ時代に築き上げてきた世界観や精神性を継承している[35]」とコメントしている。また、本作の収録曲に触れながら、杉江は「むろん前作『DUNE』とは異なる要素も、このアルバムに含まれていた。とかく幻想的な描写の面で突出していた前作に対し、この作品中での彼らは音と詞の両面で、"空風火水地"的な自然要素をモチーフとした情景描写と、繊細な心理描写をクロスオーバーさせるという手法をとることで、あらたな表現スタイルを確立してみせたのだ。そうした傾向は"In the Air"や"Wind of Gold"、また"White Feathers"において特に顕著で、彼らの生みだす音を聴きながら、一種のマインドトリップを経験したことがある人も少なくないのではなかろうか[35]」「と同時に、今作中にはL'Arc〜en〜Cielのディープな部分や、ロックバンドとしての華や毒が輝きを放っている楽曲も、しっかりと収録されていることを忘れてはならない。究極にして残酷な愛を描いた詞と、緊張感の漂う音像が印象的な"All Dead"や、hydeが敬愛するMORRIE（ex.DEAD END〜Creature Creature）の影響が色濃く感じられる"Inner Core"などは、いまだコアなファンの間で人気が高い楽曲たちだ[35]」と評価している。 - 宝島社『別冊宝島1399 音楽誌が書かないJポップ批評47 L'Arc-en-Cielの奇跡』（2007年2月）
- 音楽ジャーナリストの沢田太陽は自身のnoteにて、結成当初から本作までのラルクを＜ゴス/ニュー・ウェイヴ期＞と分類している[36]。この当時のバンドの音楽性について、沢田は「このときはもう、思い切りファンタジックというか、それこそザ・キュアー、ザ・スミス、あと、ときおり初期のU2のエッジ風のギターの刻みが入る感じですね[36]」と評している。また、沢田は、本作発売当時の海外の音楽シーンを踏まえ「当時は93、94年なので、アメリカでは思いきりオルタナだし、イギリスでもブリット・ポップ前夜。もう、ゴスメイクとファッションでこういうことしてる人は欧米の主流からはだいぶいなくなってた頃ではありましたね。この時期が長く続かなかったのは、そういう時代背景があったからだと思います。ただ、キュアーやザ・スミス、ジョイ・ディヴィジョンやニュー・オーダーといった、ニュー・ウェイヴのダークな四天王がタイムレスなレジェンドとして受け継がれるようになった今、逆にこの時期の曲が今かっこよく聞こえるのは確かです[36]」と分析している。さらに沢田、当時の日本のロックシーンに触れたうえで、L'Arc〜en〜Cielというバンドについて「"この頃から、こんなにやりたいこと、明確にはっきりしてたんだ！"ということに驚きましたね。もう、楽曲的な完成度はこの時点でずいぶん高いなと思いましたからね。しかも、ちゃんと、この当時から洋楽っぽく聞こえてた。そのセンスもびっくりしましたね。日本って、80sのバンドブームのときからV系みたいな髪型とファッションしてる人って、多かったんですけど、BOØWYとかPERSONZのあんまり良くない影響受けちゃって、歌謡曲化する人たち、少なくなかったんですね。だから、"ゴスメイク＝ド邦楽"のイメージもあって、それでV系嫌いなとこも否めなかったんですけど、ラルクの場合は、そういうタイプとは全く違ってたんだなと改めて思ったものでした[36]」とコメントしている。- THE MAINSTREAM『ユーミンに次ぐ、ストリーミングでの全アルバム・リスニング達成の邦楽アーティストがラルクになった件』（2019年12月20日）

### チャート成績
- 発売初週の1994年7月25日付のオリコン週間アルバムチャートでは、週間7位を獲得している。メジャーデビューアルバムにしてオリコン週間チャートTOP10入りを果たしているが、tetsuyaは「もう少し売れると思っていた」と当時語っていた。

## 収録曲
| 全作詞: hyde、全編曲: L'Arc〜en〜Ciel。 |                    |           |        |      |
| #                                       | タイトル           | 作詞      | 作曲   | 時間 |
| 1.                                      | 「In the Air」     | hyde      | hyde   | 4:51 |
| 2.                                      | 「All Dead」       | hyde      | hyde   | 4:17 |
| 3.                                      | 「Blame」          | hyde      | tetsu  | 5:11 |
| 4.                                      | 「Wind of Gold」   | hyde      | ken    | 4:29 |
| 5.                                      | 「Blurry Eyes」    | hyde      | tetsu  | 4:20 |
| 6.                                      | 「Inner Core」     | hyde      | sakura | 5:31 |
| 7.                                      | 「眠りによせて」   | hyde      | ken    | 5:15 |
| 8.                                      | 「風の行方」       | hyde      | ken    | 5:24 |
| 9.                                      | 「瞳に映るもの」   | hyde      | ken    | 4:47 |
| 10.                                     | 「White Feathers」 | hyde      | ken    | 7:58 |
| 合計時間:                               | 合計時間:          | 合計時間: | 52:03  |      |

| 全作詞: hyde、全編曲: L'Arc〜en〜Ciel。 |                                      |           |         |      |
| #                                       | タイトル                             | 作詞      | 作曲    | 時間 |
| 1.                                      | 「In the Air - Remastered 2022」     | hyde      | hyde    | 4:51 |
| 2.                                      | 「All Dead - Remastered 2022」       | hyde      | hyde    | 4:17 |
| 3.                                      | 「Blame - Remastered 2022」          | hyde      | tetsuya | 5:11 |
| 4.                                      | 「Wind of Gold - Remastered 2022」   | hyde      | ken     | 4:29 |
| 5.                                      | 「Blurry Eyes - Remastered 2022」    | hyde      | tetsuya | 4:20 |
| 6.                                      | 「Inner Core - Remastered 2022」     | hyde      | sakura  | 5:31 |
| 7.                                      | 「眠りによせて - Remastered 2022」   | hyde      | ken     | 5:15 |
| 8.                                      | 「風の行方 - Remastered 2022」       | hyde      | ken     | 5:24 |
| 9.                                      | 「瞳に映るもの - Remastered 2022」   | hyde      | ken     | 4:47 |
| 10.                                     | 「White Feathers - Remastered 2022」 | hyde      | ken     | 7:55 |
| 合計時間:                               | 合計時間:                            | 合計時間: | 52:00   |      |

## 楽曲解説
1. 「In the Air」
メロウなベースラインから始まる開放感あるロック・ナンバー[37]。詞・曲ともに空へ抜けていくような爽快感のある楽曲となっているが、作詞・作曲を手掛けたhydeは「ギターを弾きながら曲を作っている時から、空を飛んでいるイメージがありました[12]」と述べている。また、tetsuyaはこの曲の印象について「この曲は色にたとえるとブルーで、空を飛んでいるようなイメージ。「As if in a dream」や「Shutting from the sky」の流れをくむ広がりのある曲で、それをさらに新たな解釈で表現した感じ[19]」と本作発売当時に語っている。ちなみにsakuraは「イメージ的に「White Feathers」と似たような空気を感じた[14]」と印象を述べている。
イントロのベースのアルペジオが印象的な楽曲となっているが、tetsuyaはこの曲の自身のプレイについて「イントロはリフ的で、サビでは広がっていく得意のパターン[19]」と述べている。また、kenはこの曲で12弦アコースティック・ギターを使用している。kenは制作を振り返り「hydeからサビのコード進行を聞いた時、意外性があって、"マジかよ？"って思ったけど、いい感じになったな。ギターに関しては、12弦の生ギターをちょっと使ってるけど、それがいいかも[18]」と述懐している。
なお、この曲のアウトロは、次曲「All Dead」のイントロと被るような構成になっている。ただ、この曲が再収録された3作のベストアルバムでは、アウトロが途中で切れずに最後までフェードアウトするミックスで収録されている。
歌詞には、＜空へ落ちて行く 底無しの空へと深く落ちて行く そして雲を君は掴む＞や＜僕はそれをただ見つめたまま 立ちつくしている＞といったフレーズがあり、このことから2人の登場人物が描かれているように見えるが、hyde曰く「地上にいるのも自分だし、空を飛んでいるのも自分[12]」だという。また、hydeは作詞作業を振り返り「今回は晴れた日に部屋にいて、詞を書いていたことが多かったので、空についての曲が出来たのかもしれない。窓から空が見えているのが気持ちよくて、自然に出てきた詞なんです[12]」と述懐している。
ちなみにこの曲は、1996年に東京ベイNKホールで開催したライヴ「Kiss me deadly heavenly '96 REVENGE」の後、長きにわたりライヴで演奏されていなかったが、2011年に開催したバンド結成20周年記念ライヴ「20th L'Anniversary LIVE」の初日公演で約15年ぶりに披露されている。ただ、2011年に久々に披露した公演が生憎の雨の中でのライヴとなったため、翌2012年に開催したライヴツアー「20th L'Anniversary WORLD TOUR 2012 THE FINAL」の国立霞ヶ丘競技場陸上競技場（通称：旧国立競技場）において、晴天の青空のもとで再び披露されている[37]。
余談だが、音楽評論家の小野島大は、2013年に総合カルチャーサイトのリアルサウンドに掲載された『ザ・キュアーが日本のロックに与えた広くて深い影響』という記事でこの曲をあげ[38]、「特に初期のラルクはキュアーの影響が強く感じられます[38]」と綴っている。
2. 「All Dead」
イントロの軽快な鍵盤の音から、激しいバンドサウンドが展開されるロックナンバー。作詞・作曲を手掛けたhyde曰く、本作の1曲目に収録された「In the Air」と同様に、ギターを弾いていたときに原型が生まれたという[12]。L'Arc〜en〜Cielでこの曲をかたちにするにあたりkenは、hydeの考えたテーマとなるギターリフをもとに、テンションなどを変えたうえで録音作業を行っている[18]。kenは本作発売当時のインタビューで、ギター録りを振り返り「同じコード進行でリフ自体がいろいろ変わっていく。そのへんがうまくできた曲だね。オレの中ではかなりいいリフのカラみ方になったと思う[18]」と述懐している。
また、hydeが作ったこの曲の原型を聴いた際、tetsuyaとsakuraはグランジをイメージしたという[19][14]。ベース録りを振り返り、tetsuyaは「ボクが思うところのグランジかな。この曲では最初から歪ませたベースというのが頭にあって、怒りの感情を表現しています。そして、いろんなヘッドを試して歪ませていたら、スピーカーが知らないうちにトんじゃって、そのままレコーディングしたという曲でもあります（笑）[19]」と述べている。一方、sakuraは「この曲にはグランジの空気が流れていたから、逆にドラムはそっちに行かないようにしていた。グランジだと今ふうだけど、オレの中では60〜70年代にしようとしたんだ。その部分が出てハネた感じになったのかなぁ[14]」と自身のドラムプレイを述懐している。
歌詞は、hydeが怒りの感情を吐露した内容になっている。そのため、hydeは本作発売当時のインタビューにおいて、リリックのテーマについて「自分の中にある、ある種の怒りを表わしています[12]」と語っている。
余談だが、1995年に次作『heavenly』のリリースプロモーションの一環で行った、全国キャンペーンイベント「Rendez-vous, 1995, Summer」の最終回、1995年8月31日の大阪IMPホールの公演で、この曲のアコースティック・バージョンが披露されている。このアコースティック・バージョンは、前述の会場限定で披露されたもので、イベントの前日深夜にメンバー4人で音合わせを行ったという[39]。
また、この曲は、1996年に開催したライヴ「Kiss me deadly heavenly '96 REVENGE」の後、長きにわたりライヴで演奏されていなかったが、2006年に開催したバンド結成15周年記念ライヴ「15th L'Anniversary Live」で約10年ぶりに披露されている。ちなみに、15周年記念ライヴのセットリストに「All Dead」が組み込まれたのは、kenからのリクエストによるものだったという。この結成15周年ライヴ以降、この曲はまた演奏されなくなっていたが、2024年に開催したライヴツアー「ARENA TOUR 2024 UNDERGROUND」で約18年ぶりにライヴ演奏されている。
なお、2008年12月27日には、バンドの所属事務所が主催するライヴイベント「JACK IN THE BOX 2008」で、hydeと所属事務所のミュージシャンら[注 7]がこの曲をセッションしている。
3. 「Blame」
導入部のアコースティック・ギターと、派手なフレーズだけでなく、歌声との絶妙な絡みもみせる"歌うベース"が印象的なロックナンバー[40]。作曲者のtetsuyaは、この曲の制作イメージについて「アコースティック・ギターで始まって、すぐ歌が入るというのが最初からありました[19]」と述べている。
また、hyde曰く、この曲はL'Arc〜en〜Cielに提出されてから何度も試行錯誤が繰り返され、ジャム・セッションを通じてようやく完成型が見えたという[12]。hydeは本作発売当時のインタビューで、この曲の制作を振り返り「あるきっかけでポ〜ンと出来上がった曲。その時、セッション的な感じで、イッキに今の形になりました。（アルバムの中で）いちばんノビノビと歌っている曲かもしれない。そこで歌った時から、気持ちよかったですから[12][41]」と述懐している。そしてsakuraは「4人でジャムって完成した感覚が強い。ドラムを叩こうというよりも、ドラムを使って参加してるという感じ。4人で会話しているようなプレイです。ただ、hydeの歌にベクトルが向かっているから、歌にカラめたり装飾をつけたりしている[14]」とこの曲のレコーディングを振り返っている。ちなみにkenは、セッションしている際に「キーボードがたくさん入ったほうがいい曲になるんじゃないか[18][42]」と考えていたといい、ギター録りではキーボードが入ることを想定して弾いていたという[18][42]。
さらにこの曲では、始めから終わりまでコード進行が繰り返す構成となっている。この曲のギター録りを振り返り、kenは「最初から最後までとおしてコード進行がずっと循環してて、それを生かしたギターのクドいくらいの繰り返しとかは初めて試した[18]」と述べている。また、tetsuyaは自身のベースプレイについて「フレーズは間を大切にして弾いていて、イントロとサビでベース・ラインがちょっと違うんですけど、そのニュアンスの違いを聴きくらべてもらうと、ボクのこだわりが見えてくると思う[19][43]」と述べている。
歌詞は、ある種の罪の意識に苛まれたような内容となっており、＜僕が犯した罪は肌を切るより 深い痕を残した＞や＜罪を数え暮す日々が 僕の全てだとしても 夜を踊り続けるだろう…＞といったフレーズが登場する。作詞を担当したhydeは本作発売当時のインタビューで、リリックの解釈について「自分の葛藤を表現しているんですが、この曲は詞だけで理解してほしいですね[12]」と述べている。
余談だが、この曲は周りのスタッフからの評判が非常に高かったようで、tetsuya曰く、「どうしてシングル化しないの？」とスタッフに言われたことがあったという。そしてこの曲は、2010年に発表された、メンバー4人それぞれが作曲した音源を4枚のCDに集約したベストアルバム『QUADRINITY 〜MEMBER'S BEST SELECTIONS〜』に収録されることになったが、リリースタイミングで受けた取材においてtetsuyaは「最初から（ベストアルバムに）入れようって決めていた[40]」と語っている。2010年に受けた取材でtetsuyaは、この曲について「自分でもすごくこの曲好きだしベースがカッコ良いでしょ？今回、改めて思ったけど、すごくベースの音もいい。しかもベースの音がデカい（笑）。"Blame"はホント、ベースで出来てる曲なんでね。ずーっとコード進行が同じなんですよ。最初から最後まで。それなのに、あそこまで変化をつけられるって凄いでしょ？ホントに好きな曲[40]」と述べている。
ちなみにこの曲は、1996年に開催したライヴツアー「BIG CITY NIGHTS ROUND AROUND '96」の後、長きにわたりライヴで演奏されていなかったが、2014年に開催したライヴ「L'Arc〜en〜Ciel LIVE 2014 at 国立競技場」で約18年ぶりに披露されている。
なお、2024年10月3日には、tetsuyaが企画したL'Arc〜en〜Cielのトリビュートバンド、Like〜an〜Angel主催のライヴで、tetsuyaとsakuraがこの曲をセッションしている。
4. 「Wind of Gold」
ガットギターの音色が印象的な、レゲエの雰囲気も内包された楽曲。作曲者であるkenは、この曲の着想について「裏で（ギターが）つまびいていくようなのも気持ちいいなって思って、そういう曲も欲しいっていう感じで作った[42]」と語っている。また、ken曰く「展開は最初に考えてたのと、かなり変わった[42]」といい、原型から大幅に構成が変わったことを示唆している。kenは本作発売当時のインタビューで、原型からの変更点について「歌が入るべき部分が間奏になったり、その逆だったり[42]」「最初は6〜7分あって、それでスッキリしてたらいいんだけど、ちょっとゴチャゴチャした感じがあったから、よりわかりやすい形にしている[42]」と語っている。
この曲のドラム録りにおいて、sakuraはレゲエも意識しながら叩いたというが[44]、本作発売当時のインタビューで「ワケあってクリックを使いながら叩いたんだけど、それに合わせてレゲエをやったら、このリズムが限界。ほんとのレゲエは2拍目4拍目がもっと後ノリなんだ[44]」と述べている。sakuraは、この曲の印象について「質素で密室的な空気が曲に流れていると感じるかもしれないけど、ある種、大陸的なところもある。スカとかレゲエがかなりブレンドされていると思う[44]」と述べている。一方で、tetsuyaはこの曲のベース録りで、独特なスライド奏法を多用して弾いている[43]。なお、tetsuya曰く「間奏のリズムはサンバ[43]」だという。ちなみに、tetsuyaは当初「フレットレスベースを使おう」と考えていたというが、結果的にワーウィックのフレッテッドを弾いている[43]。このことについて、tetsuyaは「ワーウィックのベースで音色を調整していくうちに納得できたので、フレットレスは使わずに録りました[43]」「フレットレスっぽくしたいからフレットレスを使うというのは一番簡単で、フレッテッドをいかにフレットレスっぽく弾くか（笑）という[13]」と述べている。
歌詞は、哀愁漂う物語が描かれており、曲調と重なって映像が浮かんでくるような仕上がりとなっている[45]。作詞を担当したhydeは、歌詞のイメージについて「この曲は馬車に揺られているイメージで受けとめて、そこから出てきたストーリーを書いていきました[41]」と語っている。また、hydeは本作発売当時のインタビューで、作詞作業を振り返り「いちばん詞が出来るのが早かった曲です。歌いながら、自分の中から詞が出てきて…。それは自分としては意外な展開でしたね[41]」と述懐している。
なお、本作発売から約3ヶ月後にリリースされたシングル「Blurry Eyes」のカップリングには、この曲のリアレンジバージョンとなる「Wind of Gold (Many Kind of Percussion Mix)」が収録されている。このリアレンジバージョンは、本作のテイクからドラム音を抜き、ティンバレスなどの様々なパーカッションの音を取り入れている他、ガットギターのソロパートをフィーチャーしており、本作収録版に比べ華やかさを強調したアレンジが施されている。ちなみに、2015年に開催したライヴ「L'Arc〜en〜Ciel LIVE 2015 L'ArCASINO」において、夕暮れに似合う曲として、1996年開催のライヴ「Kiss me deadly heavenly '96 REVENGE」以来約19年ぶりに「Wind of Gold」が披露されている。なお、この公演ではリアレンジバージョンをベースに、yukihiroのドラムサウンドを足した更なるアレンジバージョンで披露されている。
5. 「Blurry Eyes」
1994年10月に1stシングルの表題曲として発表された楽曲。タイアップが付いたことにより本作発売後にシングルカットされている。
軽やかなギターにリズミカルに駆け巡るベース、テクニカルなドラミングが印象的なロックナンバー。作曲を手掛けたtetsuyaは、この曲について「まだラルク結成以前にkenとやっていた頃、「Be destined」、「予感」の次に出来た曲ですね。ちょっと意外に思うかもしれないけど、昔からあった曲なんです[43]」と述べている。今回L'Arc〜en〜Cielとしてこの曲を発表するにあたり、hydeが歌メロを作り直すなど、メンバー4人によるリアレンジ作業が行われている[43]。
この曲のリズムは、基本的に4/4拍子だが、Dメロの＜Why do you stare at the sky with your blurry eyes？＞の部分および、アウトロの部分で6/8拍子に転調されている。この曲のリズムアプローチについて、sakuraは「この曲はヴィジョンを考えることよりも勢いが強かった。オレの中にあるイアン・ペイス（ディープ・パープル）を曲に落とし込めばいいかって感じで（笑）。途中で変拍子ありポリ・リズムありで、ふつうじゃないけど。ふつうに聴こえつつも、そうではないところがラルクらしいかな[44]」と述べている。
歌詞のテーマ及びイメージについて、作詞を担当したhydeは「一見、楽しそうなんだけど、奥に秘めた不安な気持ちみたいなものを出したかった。たとえば、別れの予感的な…[41]」「主人公は自分ではないです。たぶん、あの時、相手はこうだったろうな、っていうような内容です[41]」と語っている。また、後年hydeは日本語の歌詞を書くうえで、自身が尊敬する小田和正（ex.オフコース）が綴る歌詞の言葉選びや抽象的な比喩表現を参考にしたと語っており[46]、参考にして書いた歌詞のひとつの例として、この曲をあげている[46]。2016年に受けた音楽雑誌『Rolling Stone Japan』の取材においてhydeは、小田和正の手掛ける歌詞に触れたうえで、自身の作詞作業について「音楽を作り始めた頃は僕はハードコアや、ゴシックロックにハマってたから、ラルクを始めて、すごくキャッチーな曲がメンバーから出てきた時に、どういう詩を書いていいかさっぱりわからなかったんです。"何を言ってええんやろうな？"ってすごい迷って試行錯誤して詩を書いた時に、開いた引き出しがオフコースで。オフコースの曲って、実は都会的なクールな感じで、歌詞もすごく抽象的だと思います。言葉もかなり選んでいるし。そういうところで、"あ、こういう表現の仕方があるな"って。歌詞もその時の影響が出てる。例えば「Blurry Eyes」は、小田和正さんが使うような言葉がいくつかあると思います[46]」と述べている。
また、この曲をライヴで披露する際は、演奏開始の合図を送るように、曲の冒頭でhydeがホイッスルを吹くことが定番となっている。そして1Aの歌唱前に、hydeがそのホイッスルを客席に投げ入れるといったパフォーマンスもひとつのお約束になっている。さらに、この曲のDメロ終わりで演奏を一旦止め、メンバーのMCを挟んだ構成で披露されることもある。
余談だが、この曲が使われたアニメ『D・N・A² 〜何処かで失くしたあいつのアイツ〜』のサウンドトラックには、この曲のストリングスアレンジバージョンとなる「Blurry Eyes (Strings Version-Instrumental)」が収められている。なお、L'Arc〜en〜Cielのメンバーはストリングスバージョンの制作に関与していない。
6. 「Inner Core」
プログレッシブ・ロックの雰囲気を感じるような、展開の激しい転がり方をするロックナンバー[47]。L'Arc〜en〜Cielが音源化した楽曲としては、この曲がsakuraに作曲クレジットが付いた初の楽曲となった。ただ、1997年11月4日にsakuraがバンドを脱退したため、この曲はsakura単独で作曲クレジットがついたL'Arc〜en〜Ciel唯一の楽曲になっている。なお、次作『heavenly』に収録された楽曲「静かの海で」の原案はsakuraが制作しているが[48]、作曲クレジットは"L'Arc〜en〜Ciel"となっている。
作曲を手掛けたsakuraは、この曲の制作イメージについて「ドラムはリズム楽器に見られがちだけど、たとえば1番のイントロではドラムはこれだけメロディを刻めるんだよ、と。そこに弦楽器が混ざって…、とにかく3ピースのカラミがひとつ生まれたんです。それをどんどん広げていった。結果的にAメロ、Bメロ、Cメロという法則のない曲になった。でも、じつは歌詞に重点が置かれた曲[44]」と述べている。
kenはこの曲の制作を振り返り「sakuraが持ってきたテープに、ギターが入ってるのと打ち込みが入っているのとがあって、そのイメージから抜け出すのに苦労したかな。あと、ソロに関してだけど、同じコードでもとらえ方っていくつもあるでしょ？それを何とおりかやってみようと思ったんだけど、（コードのとらえ方が）sakuraと一致してるのが、すぐに確認できた[42]」と述懐している。また、この曲でtetsuyaは、自身が得意とするメロディラインを意識したベースラインではなく、比較的ルート音を刻んでいる。tetsuyaはこの曲の印象について「無機質な感じで曲が進んでいく中で、それぞれがうまくカラみ合っていて、おもしろいと思う。この曲では、わりとルートを中心としたベース・ラインを弾いていて、曲全体でドライヴ感を心がけました[43]」「いちばん気に入っているのは間奏のベースのリフレインですね[43]」と述べている。
歌詞は、作曲者のsakuraがこの曲に抱いていたイメージをもとに、hydeが綴っている[41]。作詞を担当したhydeは、作詞作業を振り返り「sakuraの世界を自分なりに理解して表わした詞になっています。単語の選び方も時間をかけて話し合ったりしました[41]」と述懐している。なお、この曲ではhydeによる語りや、笑い叫ぶ声などが取り入れられている。また、歌詞のイメージについて、hydeは「作者のsakura自身に明確な詞のイメージがあったんです。それは"現実に見えている世界ははたして、ここだけなんだろうか？"というもので、時間も空間も前後もない宇宙的な世界というイメージ[41]」と語っている。なお、hydeの書いた歌詞に関し、sakuraは「オレの意志をhydeがうまく歌詞にしてくれた[44]」とコメントしている。
余談だが、本作発売から約5ヶ月後にリリースされたイメージビデオ集『Siesta 〜Film of Dreams〜』に、sakuraが企画と主演を務めた短編映像「un tilleul」が収録されている。この短編映像は、sakura曰く「人間の中にある葛藤を入り乱れて表したもの[49]」であり、映像の中で鳴るサウンドトラックはすべてsakuraが映像に向けて制作している。ただ、映像の監督を務めた二階健から「映像のイメージそのもの」という理由で、「Inner Core」を映像に使うことを勧められたというエピソードがある[49]。
なお、2007年12月26日には、バンドの所属事務所が主催するライヴイベント「JACK IN THE BOX 2007」で、sakuraと所属事務所のミュージシャンら[注 8]がこの曲をセッションしている。
7. 「眠りによせて」
1994年7月に1stビデオシングルの表題曲として発表された楽曲。L'Arc〜en〜Cielのメジャーデビューシングル表題曲となっている。
ボサノヴァテイストのアレンジに歪んだギターサウンドがのせられた楽曲。作曲者のken曰く、デモ音源を制作した際に「そのコード進行にはボサノバのリズムも合うんじゃないかって、（デモ制作と）同時進行で浮かんできた[50]」「ボサノバ風にするか、普通っぽくするか、2通りの考えがあった[50]」という。kenはメンバーにデモ音源を聴かせたうえで、どちらのアレンジ案を採用するかを尋ねたところ、他の3人全員がボサノヴァを意識したアレンジにしたいと言ったため、現在のようなアレンジになった経緯がある[50]。この曲のアレンジについて、sakuraは「元曲を持ってきた時からボサノヴァというリズムが見えていて、ふつうに8ビートでやってもよかったけど、ボサノヴァのほうが曲の空気に合っていた。曲自体もグッと広がるしね[44]」と述べている。このようなメンバー間のやり取りがあり、この曲は1993年に発表したアルバム『DUNE』には無かったようなアレンジが施されることになった。
なお、当時の日本では、1980年代以降のHR/HMあるいはビートロックの影響下にあるバンドが数多くデビューしていたこともあり、この曲は、日本のメジャーシーンで鳴るロックと一線を画したような音源になっている。本作発売年に受けた音楽誌の取材においてインタビュアーから、これまでの音楽性との違いについての質問を受けた際、hydeは「よくそう言われるんですけど、違和感はなかったですよ[50]」と答えている。また、同様の質問に対し、sakuraは「リズム・パターンとかが違うからそう言われるのかな[50]」「曲の流れで何が合うかを考えた時に、ロックというフィールドに捉われずにしてみたぐらい[50]」と答えている。さらに、kenは「たぶんボサノバとか、そういう音楽が気軽に流れてくる場所にいる人なら自然に聴けるかもしれないけど、最近のロックというフィールドの音楽ばかり聴いている人にはそう取られる（驚かれる）かもしれない[50]」と語っている。
また、この曲のサビ及びギターソロパートでは、Aメロからのボサノヴァの雰囲気から一転し、kenがノイジーなサウンドでギターを弾いている。サビ部分のイメージについて、kenは「サビは聴きやすく、ハードな部分も残し、それでいて新しい部分もある[42]」と述べている。ちなみに、この曲のベース録りにおいてtetsuyaは、一部フレーズをフィンガー・ピッキングで弾いている。この曲のレコーディングを振り返り、tetsuyaは「これは「FEEL OF DUNE」ツアーから演奏している曲で、最初に出来たころからベース・ラインもそれほど変わってないかな。だから、わりとレコーディングでもラクに弾けましたね。ボサノヴァの部分では、ニュアンスを出すためにフィンガー・ピッキングで弾いています[43]」と述懐している。
歌詞のイメージは、作詞者のhyde曰く「現実逃避的なイメージ[41]」だという。また、作詞作業を振り返りhydeは「"いちばん遠くに行くとしたら、どこに行けるのか？"、"地球の裏側がいちばん遠いのだろうか？"と考えた時に、ボクにとって、いちばん遠くは"眠り"かなと思ったんです。眠ることによって、誰からも距離を離せる気がしたんです。何もかも自分だけの世界を書きたかった。その夢の中で、（母親の）胎内に帰っていくイメージがあります[41]」と語っている。
こういったhydeのイメージもあってか、この曲では＜壊れてしまった私は 夢に眠る＞、＜痛みが和らぐまで 起こさないで＞、＜思い出したくないから 今はもう 誰にも触れたくない 壊されたくないから 目覚めず このまま 眠っていたほうがいいんだ＞など、現実に辟易とし眠りの中に逃避したようなフレーズが登場している。ただ、hydeはこの曲の最後で＜ああ光が私をつれて行く… いつか また 帰ってこれるかな＞というフレーズを歌っており、最終的には現実に引き戻されるかたちで曲が締められている。
ちなみに、この曲の仮タイトルは「Kenの曲」というシンプルなものだった。なお、1993年11月9日から開催したライヴツアー「FEEL OF DUNE」では、仮タイトルのままでこの曲を演奏していた。
8. 「風の行方」
失ってしまった大切な人に対する複雑な感情を表したようなリリックがのせられたソフトロックテイストな楽曲。作曲を手掛けたken曰く、この曲の原型は1993年の冬に出来たという[42]。この曲の制作を振り返り、kenは本作発売当時のインタビューで「昨年、クリスマスに向けて作った曲なんだけど、いろいろやってるうちに夏になってしまって、歌詞も"夏"になって（笑）。最初は冬のイメージが強すぎた。でも、hydeの歌詞を聞いて季節感も変わって、歌詞と曲がうまく重なって聴こえてくるようになったのでよかった[42]」と述懐している。ちなみにkenは、2022年に自身のSNSアカウントで、リスナーから「"風の行方"を作曲していた時のイメージ」について聞かれた際に、「スザンヌ・ヴェガみたいな感じ好き、と思ってた頃に作った」と答えている[51]。
また、sakuraはこの曲の印象について「裏表があっておもしろい曲。セクションが3つあって、そのひとつひとつに表情がありますね。他人から見た自分、上ずみを求める自分、本音の自分という3つが出てると思う。それをそのままドラムで表現しました[44]」と語っている。さらにtetsuyaは、ベース録りを振り返り「この曲はコードをどう解釈するかで、まったく違うベース・ラインになってしまうから、すごく時間がかかったし、ムズカしかった。この曲に関しては、ボクもベースで歌ってますよ。音色としては、いちばんタイトな感じがします[43]」と述べている。
歌詞には、孤独な主人公が大切な人への様々な感情を巡らせたようなリリックがのせられている。歌詞には＜頬づえをついた私に届く風は 次に誰を訪ねるのだろう＞や＜あなたといた鮮やかな記憶が蘇る あの長い夏の終りにあなたはまるで 迷子のような泣き顔で私に…＞といった描写の他、前述のsakuraの発言にある"本音"を綴ったような＜行かないで そばにいてほしい 震えた声がこの身体に響いて 息が出来なくなる その涙に終りはないの？＞といったフレーズが登場する。なお、hydeは本作発売当時のインタビューで、この曲の歌詞ついて「（歌詞を）読み返して思うのが、この曲がいちばんリアルな自分が出ているかもしれない[41]」と述べている。ただ、作詞作業に苦労したようで、hydeは「描きたい世界は明確に見えているのに、それを言葉で表わすのがムズカしかった。詞を書いている時、食欲がなくなるくらいにツラかったです[41]」と振り返っている。
なお、本作発売から約5ヶ月後にリリースされたイメージビデオ集『Siesta 〜Film of Dreams〜』には、この曲のミュージック・ビデオが収録されている。この映像はモロッコのワルザザートで撮影されており、世界遺産のアイト・ベン・ハッドゥも映っている。撮影場所がモロッコに決まった経緯について、sakuraは「最初にビデオ・スタッフから海外で撮りたいという話があって。それならどういうものがいいかと、まず曲を考えようという事になって、「風の行方」に決まって、そこから絵を考えた時に町並がまず浮かんできて、こういうのがいいんじゃないかってイメージの写真がモロッコに近かったんですよ。だから曲が優先で決まった[52]」と述べている。
ちなみにこの曲は、1996年に開催したライヴツアー「BIG CITY NIGHTS ROUND AROUND '96」の後、長きにわたりライヴで演奏されていなかったが、2011年に開催したバンド結成20周年記念ライヴ「20th L'Anniversary LIVE」の初日公演で約15年ぶりに披露されている。
9. 「瞳に映るもの」
シンプルかつ控えめなピアノにのせて、眼前にいる想い人に対する心情が歌われたような楽曲。なお、アウトロに向かうにつれ、崩れ落ちるように転調していくアレンジになっている。作曲を手掛けたken曰く、レコーディング合宿の空いた時間に、キーボードを何気なく触っていたタイミングでこの曲の原型が生まれたという[42]。なお、この曲のキーボードおよびプロデュースは、1970年代からスタジオ・ミュージシャン、キーボーディストとして活動する富樫春生が担当している。余談だが、富樫はこの曲の制作の後もL'Arc〜en〜Cielの楽曲制作にたびたび参加している。他にも、自身が組んでいるジャズ・ファンクグループ、梵鉾!(Bom'Boco)にsakuraを招くなど[53]、L'Arc〜en〜Cielのメンバーと長らく音楽の場で関わりを持っている。
この曲の制作を振り返り、kenは本作発売当時のインタビューで「冬の合宿中、空いた時間に、ひとりでスタジオに入ってキーボードを、気持ちいい音色を探しながら弾いてたら、歌のアタマのフレーズが何となく出てきた。歌をのせる時はhydeと相談しながらやったんだけど、ピアノを弾ける人が自分で弾きながら歌えるような感じのものにしたいっていうのが、オレの中にはあった[42]」と述べている。
なお、この曲にはギターとドラムが入っていないが、tetsuyaのベースは入っている。tetsuyaは、この曲のレコーディングを振り返り「じつは曲のいちばん最後にベースが入っていて、ほんの一瞬なんですけど、そのためだけに低い音がほしくてフェルナンデスの5弦ベースを使っています。そして、その中にも色気を出したくて、こだわりましたね[43]」と述懐している。また、hydeはこの曲のボーカルワークについて「技術的なことよりも、雰囲気を大切に自然に歌っていますね。自分は公園にいて、そこで歌っているんだって思いながらレコーディングしていた[41]」と述べている。ちなみにsakuraは、この曲の制作では、演奏だけでなくアレンジ作業にも参加していないという[44]。sakuraは本作発売当時のインタビューで、この曲の印象について「オレはこの曲に演奏にもアレンジにも参加してないんです。それだけに、はたで身を任せて素直に聴ける。平気で泣ける曲だなぁ、と思いました。つまり、いい曲ってことです[44]」と述べている。
歌詞は、目に映る想い人に対する感情が心を巡っている様を綴ったものになっている。なお、この曲の歌詞は、作詞を担当したhyde曰く、前作『DUNE』に収録された「失われた眺め」に繋がっているという[41]。そのため、この曲と「失われた眺め」の2曲で、＜広場＞、＜鳥＞、＜枯葉＞といった共通したワードが登場している。ちなみに時間軸は、制作・発表した順の逆で、「瞳に映るもの」→「失われた眺め」という流れになっている[41]。
なお、本作発売から約5ヶ月後にリリースされたイメージビデオ集『Siesta 〜Film of Dreams〜』には、この曲のイメージ・ビデオが収録されている。この映像にはL'Arc〜en〜Cielのメンバー4人は登場しておらず、並木道の風景が全編で映されている。
10. 「White Feathers」
煌びやかなイントロから始まり、音数が一気に減る静かなAメロを経て、サビに向けて徐々に広がりをみせていく壮大なナンバー。この曲の原型は、1993年6月14日から同年7月3日にかけて開催したバンド初の全国ツアー「Close by DUNE」で先行披露されており[43]、hydeは本作発売当時のインタビューで、この曲について「『Tierra』の中ではいちばん古くからある曲[41]」と語っている。また、この曲の原型は前述のツアーで、"新曲"として披露されていたが、1993年8月1日に日清パワーステーションで開催したライヴ「Close by DUNE FINAL」において初めて「White Feathers」のタイトルで演奏されている。
そして、1994年2月14日に全国6局ネットで放送された特別番組『ノスタルジーの予感〜第一章〜』で、この曲の原型のミュージック・ビデオが放送されている。このクリップはメジャーデビュー前に撮影されたものであり、映像に使われた音源ではkenがコーラスを担当するなど、本作に収録された音源とアレンジが違うものになっている。さらに、1994年4月3日から同年4月15日にかけて、前述の番組名を冠したライヴツアー「ノスタルジーの予感」を開催した際には、アンコール前のラストナンバーとしてこの曲の原型が再び演奏されている。なお、特別番組で放送されたクリップ、そして前述のライヴの映像は、現在に至るまで商品化されていない。その後、この曲はアレンジ・レコーディングし直されたうえで、アルバムに収録されることになった。
上記のように、この曲は幾度も楽曲構成・アレンジの変更が為され、1年近くの制作期間を経て音源化されている。この曲の制作を振り返り、sakuraは本作発売当時のインタビューで「今回、アルバムに入っているのは、レコーディングした日時における「White Feathers」をそのまま演奏しただけ。今までライヴでやってきたのも完成形だし、これから演奏していくのも完成形。そのうちのひとつのパターンがこれ（アルバム収録音源）です[44]」と語っている。また、tetsuyaは「ホントにライヴで暖めてきたという印象が強いですね。出来た当時からくらべると、この曲のベース・ラインが、いちばん変わってます[43]」と述べている。
作曲を担当したkenは、この曲の録音作業について「今回のレコーディングは機材的にもおもしろいものがそろってたんで、より思いどおりに録れた。この曲ではレスリー・スピーカーを使ったんです。新しいものでもいいものはいいけど、そういうものには巡り合いやすいと思う。古いものっていうのはなかなか巡り合えないかなと思うと、いいなと。レスリーは、シミュレーターとくらべたら、ぜんぜんいい音がしたな[42]」と述懐している。
なお、この曲は演奏時間7分58秒と、リミックス音源を除けばL'Arc〜en〜Cielの楽曲の中では最も長い楽曲となっている。tetsuyaはこの曲の印象について「時間が8分もあるけど、長さを感じさせないし、全体の音のバランスは、（アルバム収録曲の中で）この曲がいちばん好きですね[43]」と述べている。
さらに、本作以降長きにわたりL'Arc〜en〜Cielのミックス作業に携わることとなったレコーディング・エンジニアの比留間整は、2021年に受けたインタビューで、この曲について「ミックスの土台は、作曲者のイメージをまず第一に聞いて、そのイメージに沿う形で作っていきます。すごくいい仕上がりになったなと記憶に残っているのは「White Feathers」。あの曲は今でも好きで、たまにライヴで聴いても本当にいい曲だなと思います[54]」と語っている。
歌詞には、鳥のように自由に空を羽ばたいていたいという心情と、大地に繋がれているが故に結局は現実に戻されてしまうという葛藤を綴ったリリックがのせられている。この曲の歌詞のイメージについて、hydeは「鳥には自由の象徴のようなイメージがあります。人が行けないところまで行けるっていう。白い鳩と自分との比較みたいなことからイメージして書いていった詞です。自分も鳥のように羽ばたいて飛んでいきたいという気持ちと現実との葛藤がテーマになっています[41]」と述べている。なお、今回の作詞作業で、本作発表前に披露していたバージョンで英語詞だったフレーズが、日本語詞へと変更されている。
余談だが、本作発売から約5ヶ月後にリリースされたイメージビデオ集『Siesta 〜Film of Dreams〜』に、hydeが企画と主演を務めた短編映像「窓 -Fenêtre-」が収録されている。この映像には、この曲をモチーフとしたシーンも登場している。
また、2006年11月25日・26日に東京ドームで行ったバンド結成15周年記念ライヴ「15th L'Anniversary Live」の開催前に、公式サイトで「演奏曲目リクエスト投票」が実施されているが、このときこの曲が3位を記録している。この順位は、L'Arc〜en〜Cielのシングル表題曲でない楽曲の中では最高順位となった。そしてこの記念ライヴで、1996年に開催したライヴ「Kiss me deadly heavenly '96 REVENGE」以来約10年ぶりに披露されることになった。
さらに、2019年1月29日にhydeが自身のバースデーを記念し、自身の出身地である和歌山で開催したソロ名義のアコースティックコンサート「HYDE ACOUSTIC CONCERT 2019 黒ミサ BIRTHDAY WAKAYAMA」において、この曲が披露されている。このライヴでの演奏は、サプライズゲストとして出演したken、総勢17名からなるオーケストラメンバーとともに行われている[55]。ちなみにhyde曰く、この公演にkenが登場すること、そしてこの曲をオーケストラメンバーが演奏できたことは、自身にとって本当にサプライズだったといい、公演後に受けたインタビューでhydeは「知ってたらあんな反応しませんよ！（笑）[56]」「何もかもが驚きでしたね。kenが来たのも驚きだったし、ギターがステージにあったのにも驚いたし、みんながいきなり演奏し始めたのもびっくりしたし…もうすべてがサプライズで完全にしてやられました。自分のライブに華を添えていただいた感じでした[56]」とコメントしている。

## クレジット
フィジカルアルバムに付属するブックレットより転載。日本語表記が確認出来ない部分に関しては原文ママとする。
- hyde：Vocal
- ken：Guitar
- tetsu：Bass
- sakura：Drums & Percussions

| - [Additional Musicians] - 富樫春生：Keyboards - KUNI TANAKA：Saxophone - 松武秀樹：Keyboard Operators - 迫田到：Keyboard Operators - 石川鉄男：Keyboard Operators - SHOICHI MOGI（MIND'S）：Instrument Technicians - TOSHIMASA FUJISHIMA（MIND'S）：Instrument Technicians - AKIHITO YOKOYAMA（MIND'S）：Instrument Technicians - [Produce & Mastering] - L'Arc〜en〜Ciel：Produced - 富樫春生（T.T.P）：Co-Produced（except #8）, Produced（#9） - SYOJI YAMANISHI（SME）：Associate Produced - 大石征裕（DANGER CRUE）：Associate Produced - CHIKASHI MOMMA（DANGER CRUE）：Artist Management - 本田恭之：Basic Sound Directed - KAZUHITO "RANDY" TAKAHASHI（MIND'S）：Guitars and Bass Directed - HIRO：Drums Tunned - JOE RINOIE：Vocal & Chorus Produced - 比留間整：Mixed, Recording Engineers - 植月隆：Mixed（#9） - 赤波江敦夫：Recording Engineers - SATORU HIGASHI：Recording Engineers, Assistant Engineers - HIROHITO FUJISHIMA：Assistant Engineers - MAKIKO TANAKA：Assistant Engineers - KATSUMI MORIYA：Assistant Engineers - 田中三一（SME)：Mastering Engineer | - [Artwork etc] - MIYAKE DESIGN OFFICE：Design - YOSUKE KOMATSU：Photo - EMI TAKAHASHI：Photo Session Art Direction - MICHIKO TAKANO：Hair & Make up - 吉田"ハリー"晴彦（SME）：A&R - SHINYA ARATAKE（SME）：A&R - JIRO YAMADA（T.T.P）：Recording Coordinators - MICHIYO KOBAYASHI（T.T.P）：Recording Coordinators - ATSUSHI WADA（MUSIC BASKET）：Recording Coordinators - RUMI MATSUMOTO（MIND'S）：Recording Coordinators - TOMOKI OKABE（DANGER CRUE）：Management Crews - EMIKO MITSUI（DANGER CRUE）：Management Crews - KAYOKO ATSUMI（DANGER CRUE）：Management Crews - SHIZUKA YAMADA（DANGER CRUE）：Desk - MIEKO HOKARI（DANGER CRUE）：Desk - FUMIE KATO（DANGER CRUE）：Desk - TAKAKO MIURA（DANGER CRUE）：Desk - 大石征裕（DANGER CRUE）：Executive Producer - TOSHIO ISHII（SME）：Executive Producer - AKIYOSHI NISHIOKA（SME）：Executive Producer |

## タイアップ
| 年     | 楽曲        | タイアップ                                                                                | 出典   |
| ------ | ----------- | ----------------------------------------------------------------------------------------- | ------ |
| 1994年 | Blurry Eyes | 日本テレビ系テレビアニメ『D・N・A² 〜何処かで失くしたあいつのアイツ〜』オープニングテーマ | [ 57 ] |

## 収録ベストアルバム
- 『Clicked Singles Best 13』 (#5)
- 『The Best of L'Arc〜en〜Ciel 1994-1998』 (#1、#5)
- 『QUADRINITY 〜MEMBER'S BEST SELECTIONS〜』 (#1、#3)
- 『TWENITY 1991-1996』 (#1、#5、#10)
- 『WORLD'S BEST SELECTION』 (#5)